# Berndt Wachter
Berndt Wachter (* 28. April 1921 in Holldorf; † 22. Juli 1998 in Dannenberg) war ein deutscher Lehrer und Archäologe, der die Regionalforschung zum hannoverschen Wendland seit 1970 maßgeblich geprägt hat.

## Werdegang

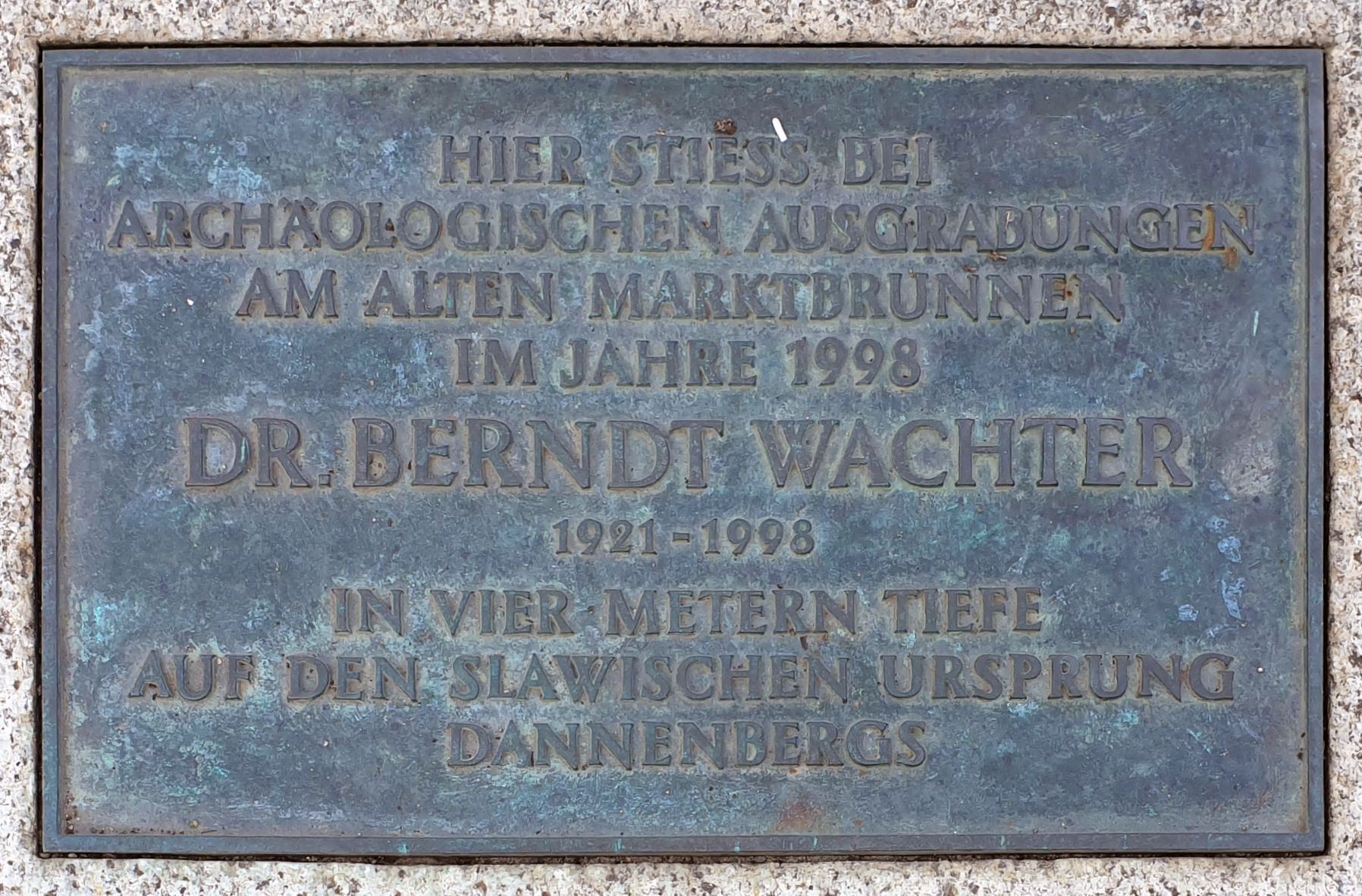
Gedenktafel in Dannenberg (Elbe)

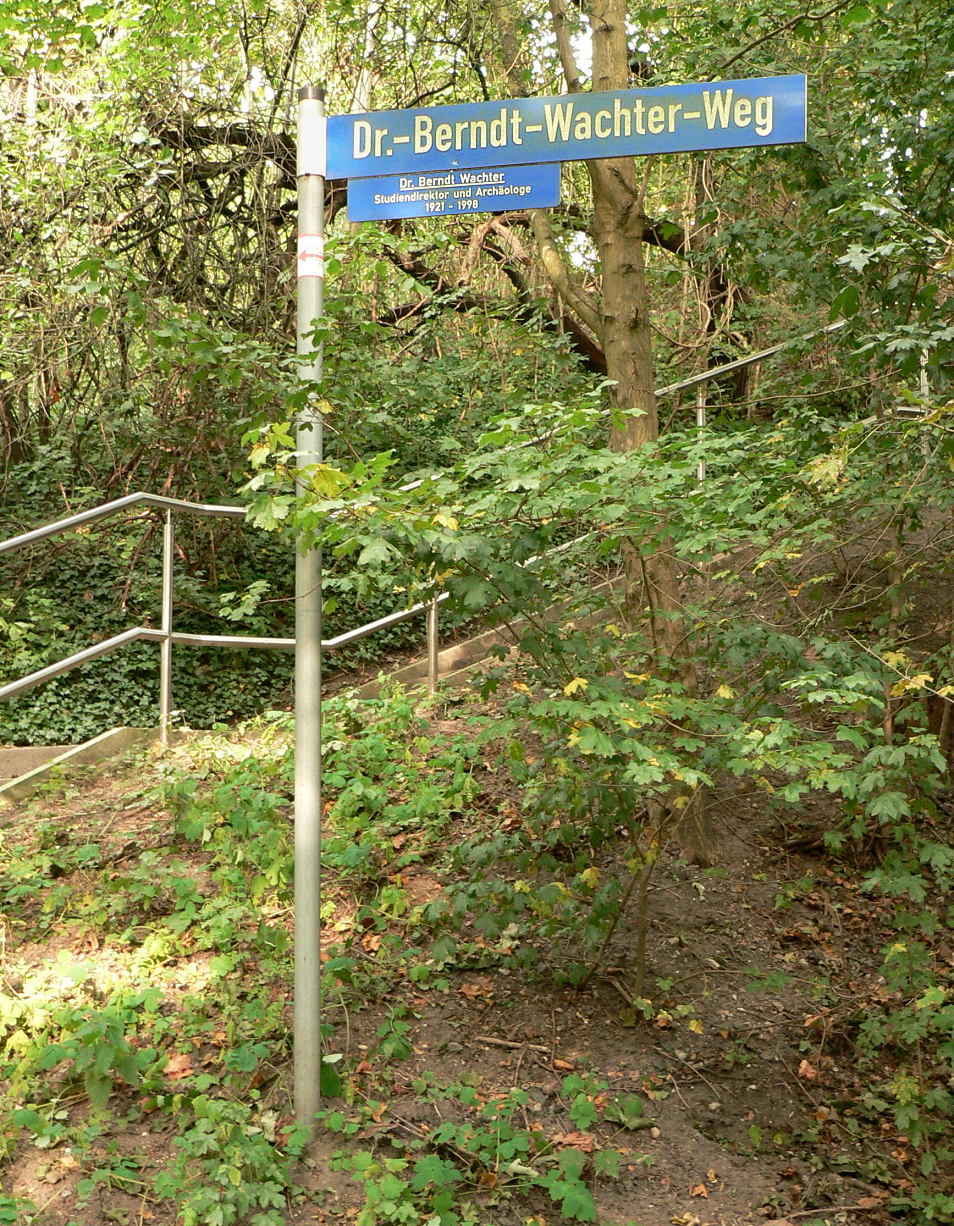
Dr.-Berndt-Wachter-Weg am Weinberg in Hitzacker

Als Sohn des Gutsverwalters Ernst Wachter wuchs Berndt Wachter in Milow auf. Er besuchte die Schule in Milow und im nahe gelegenen Rathenow. Ab dem Herbst 1933 war er Schüler der Hans-Richert-Schule in Berlin-Spandau, die im Februar 1934 in eine Nationalpolitische Erziehungsanstalt umgewandelt wurde. Nach dem Not-Abitur 1940 wurde Wachter zum Kriegsdienst einberufen. Er nahm am Deutsch-Sowjetischen Krieg teil und wurde 1941 bei Moskau verwundet. Bei einer weiteren Verwundung 1943 auf der Krim verlor er ein Auge und wurde im September 1944 zur Aufnahme eines Studiums aus der Wehrmacht entlassen. Er begann ein Lehramtsstudium in Berlin, dass er nach Kriegsende 1946 in Göttingen fortsetzte. Nach dem Examen 1950 studierte er Ur- und Frühgeschichte in Göttingen, wo er 1960 mit einer Arbeit zur urgeschichtlichen Besiedlung des Elb-Havel-Winkels promovierte. Von 1951 bis 1961 übte Berndt Wachter den Lehrerberuf an der Königin-Luise-Stiftung in Berlin aus. 11/1961 zog er von Berlin nach Dannenberg, wo er bis zum Eintritt in den Ruhestand 1981 am dortigen Gymnasium als Studienrat, Studiendirektor unterrichtete.

### Politisches und geschichtliches Engagement
In seinem Wohnort Dannenberg engagierte sich Berndt Wachter als Angehöriger der SPD in der Kommunalpolitik. Von 1971 bis 1977 war er Ratsherr und ab 1972 Vorsitzender der SPD-Fraktion. Bei der Stadtsanierung von Dannenberg ab 1986 war er Vorsitzender des Sanierungsausschusses und setzte sich für die Belange der Denkmalpflege ein.
1961 übernahm Berndt Wachter die Leitung des Dannenberger Stadtmuseums, die er bis 1973 innehatte. Von 1961 bis 1994 war er Archivpfleger des Altkreises Dannenberg. 1968 gründete Wachter den Dannenberger Arbeitskreis für Landeskunde und Heimatpflege, den er bis 1995 leitete. Bis 1975 war er im Vorstand des Rundlingsvereins, der den Wendlandhof Lübeln betreibt. Im Jahr 1980 rief Wachter den Museumsverbund Lüchow-Dannenberg ins Leben. Er gehörte zu den Initiatoren des Heimatkundlichen Arbeitskreises, bei dem er von 1981 bis 1994 Vorsitzender war.
1971 wurde Berndt Wachter in die Archäologische Kommission für Niedersachsen gewählt und 1972 in die Historische Kommission für Niedersachsen und Bremen berufen. Seit 1975 war er ehrenamtlicher Beauftragter für die archäologische Denkmalpflege im Landkreis Lüchow-Dannenberg. Das im Jahr 2000 erschienene Wendland-Lexikon geht wesentlich auf seine Konzeption zurück. 1991 wurde er mit dem Verdienstkreuz am Bande des Niedersächsischen Verdienstordens ausgezeichnet. In Hitzacker ist ein Gehweg über den Weinberg, auf dem er zahlreiche Ausgrabungen an der Weinbergsburg vorgenommen hat, nach Berndt Wachter benannt.

## Themen
Nach seiner Wohnsitznahme 1961 in Dannenberg entwickelte Berndt Wachter archäologisches Interesse für die Stadtgeschichte. Er unternahm mit seinen Schülern in den Sommerferien jeweils Ausgrabungen. 1962 ergab sich eine Probegrabung bei den Arbeiten am Busbahnhof Dannenberg, woraufhin die mehrjährige Grabung im Amtsgarten Danneberg, am Burgberg folgte. Zur Untersuchung der Weinbergsburg in Hitzacker führte er in den Jahren 1965/1966 und von 1970 bis 1975
Grabungen durch. 1976 leitete er Ausgrabungen auf dem Kirchberg in Clenze und 1982 sowie 1983 auf der Oerenburg. 1984 bis 1986 folgten Ausgrabungen auf dem Amtsberg in Lüchow zum Schloss Lüchow.
Zum Hauptarbeitsgebiet von Berndt Wachter entwickelte sich die Burgenforschung im Wendland, insbesondere in der slawischen und deutschen Epoche im 9. bis 12. Jahrhundert. Er vertrat die These, dass die Slawen im Wendland bis ins 12. Jahrhundert politische Autonomie genossen und die Ablösung ihrer Selbstständigkeit durch deutsche Grafen friedlich erfolgte. Bei der Frage nach der Entstehung der Rundlingsdörfer war er der Ansicht, dass sie ab der 2. Hälfte des 12. Jahrhunderts im Laufe mehrerer Generationen entstanden waren.

## Schriften und Beiträge (Auswahl)
- Die urgeschichtliche Besiedlung des Elb-Havel-Winkels , Göttingen, 1960, Dissertation
- Die ur- und frühgeschichtliche Besiedlung des Stadtgebietes von Genthin , Genthin, 1961
- Ein vorgeschichtliches Gräberfeld bei Milow. in: Zwischen Elbe und Havel – Heimatheft des Kreises Genthin 4, 1961, S. 22–24
- Untersuchungen an einer slawischen Siedlung im Stadtkern Dannenberg (Elbe) in: Nachrichten aus Niedersachsens Urgeschichte 33, 1964, S. 112–116
- Deutsche und Slawen im hannoverschen Wendland in: Niedersächsisches Jahrbuch für Landesgeschichte 44, 1972, S. 9–26
- Zur Erforschung der frühgeschichtlichen Siedlungskammer an der unteren Jeetzel zwischen Hitzacker und Dannenberg in: Neue Ausgrabungen und Forschungen in Niedersachsen 15, 1982, S. 339–344
- Aus Dannenberg und seiner Geschichte, 1. Auflage, Dannenberg, 1981, 2. Auflage, 1983, 3. Auflage, 2000
- als Herausgeber: Museen im Landkreis Lüchow-Dannenberg, Lüchow, 1987
- Zur politischen Organisation der wendländischen Slawen vom 8.–12. Jahrhundert. Hammaburg. in: Neue Ausgrabungen und Forschungen in Niedersachsen, 1989, S. 163–173
- Die slawisch-deutsche Burg auf dem Weinberg in Hitzacker/Elbe in: Göttinger Schriften zur Vor- und Frühgeschichte 25, 1998